# 城关镇 (嘉禾县)
城关镇原属湖南省嘉禾县下辖乡镇。2012年4月撤销，撤销时，城关镇、钟水乡、石羔乡、莲荷乡成建制合并设立珠泉镇。撤销前，城关镇下辖晋屏社区、丙穴社区、珠泉社区、鳌峰社区、金田社区、沙岭村、荞麦塘村共计5社区2行政村。